# Torre del Porto
La Torre del Porto est l'une des quatre tours côtières de l'île de Capraia, dans l'archipel toscan, en mer Tyrrhénienne.

## Description
Cette tour génoise est la mieux conservée et elle est située sur une colline à l'est du petit port et dans les temps anciens, elle protégeait l'île des raids ennemis des corsaires.
La tour a été construite par les Génois en 1540 et est la seule tour de l'île qui a été restaurée, elle est donc aujourd'hui en excellent état. De base circulaire, il a la forme d'un tronc de cône (le corps), surmonté d'un grand balcon circulaire à mâchicoulis.

## Galerie

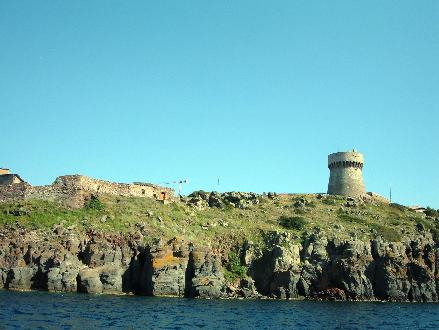
Vue de la mer.
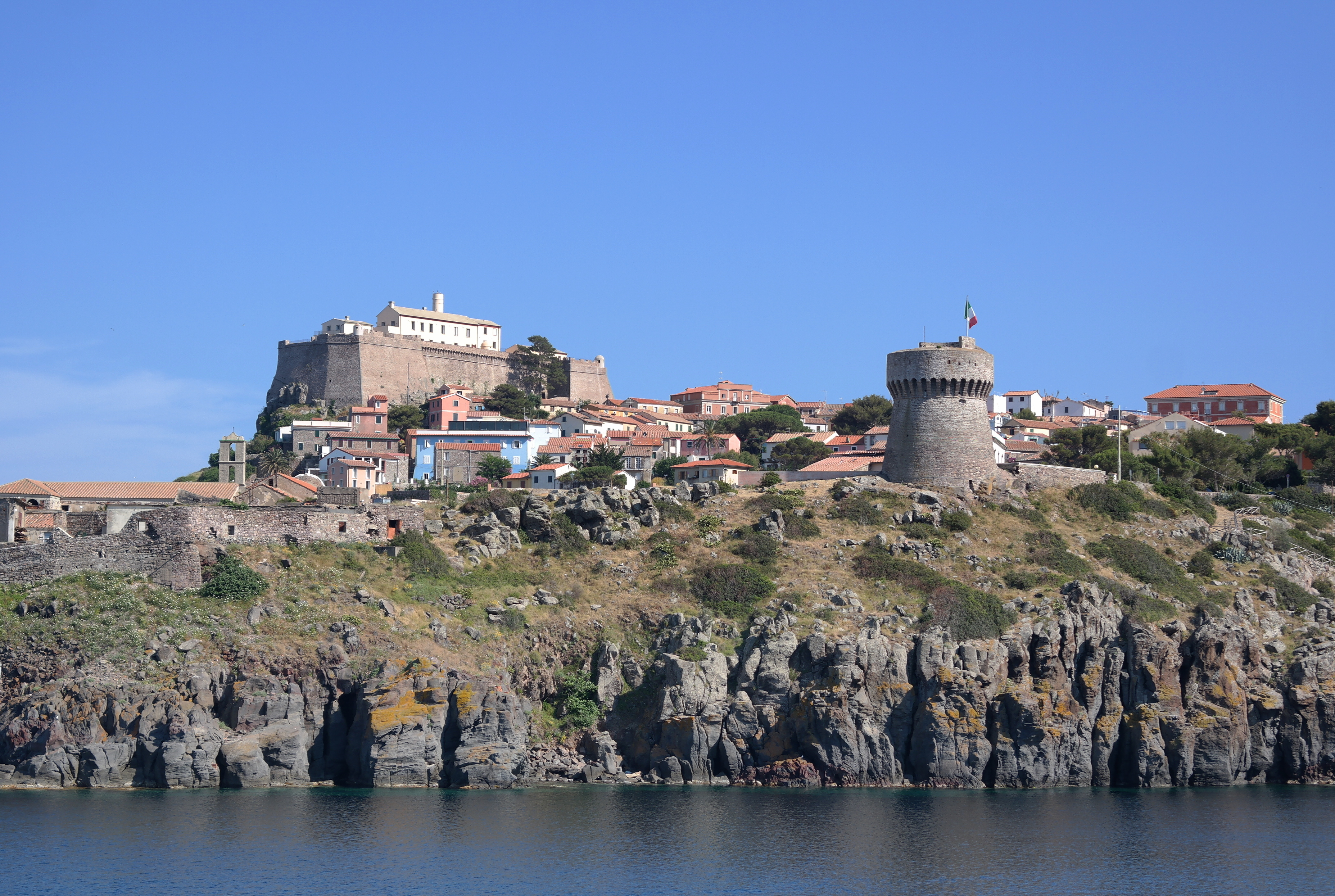
Vue avant du Fort de San Giorgio.